# باولو بيسي
باولو بيسي (بالإيطالية: Paolo Bisi)‏ هو فنان قصص مصورة إيطالي، ولد في 27 سبتمبر 1964 في بياتشنزا في إيطاليا.